# غينتري دي باريس
غينتري دي باريس (بالإنجليزية: Gentry de Paris)‏ هي راقصة وعارضة أمريكية، ولدت في 2 مايو 1969 في هوليوود في الولايات المتحدة.

## وصلات خارجية
- غينتري دي باريس على موقع IMDb (الإنجليزية)